# Guido Chigi-Saracini
Guido Chigi-Saracini-Lucherini (Masse di Siena, 8 marzo 1880 – Siena, 18 novembre 1965) è stato un mecenate e compositore italiano.

## Biografia

### Formazione e primi anni
Rampollo di una nobile famiglia di antiche origini e di consolidati interessi musicali (un suo antenato fu allievo di Claudio Monteverdi e altri furono liutai e cantanti), studiò violino al Conservatorio di Firenze. Alla morte dello zio Fabio Chigi Saracini, che lo lasciò erede di un ricchissimo lascito, abbandonò gli studi per dedicarsi all'amministrazione delle sue finanze e possedimenti ed acquisì, per volere testamentario, il cognome Lucherini. Durante tutta la vita accettò numerosi incarichi amministrativi e onorari (da deputato del Monte dei Paschi a consigliere dell'Arciconfraternita di Misericordia, da rettore dell'Opera Metropolitana Senese a Priore della Contrada dell'Istrice), ma non abbandonò mai la musica, che coltivò come organizzatore di eventi e mecenate. Si impegnò affinché la sua città, Siena, fosse gratificata da una vita musicale internazionale. Dopo i primi eventi episodici e contingenti (la celebrazione del centenario verdiano nel 1913 con un'esecuzione della Messa da Requiem promossa con la collaborazione di Arrigo Boito), la sua attività di organizzatore ebbe maggior seguito dal 1923, quando venne ultimato il restauro del Palazzo Chigi Saracini Lucherini. Lì istituì un'associazione concertistica, che nel 1932 sfociò nella fondazione dell'Accademia Chigiana, centro di alta formazione musicale attivo ancora oggi. 

#### I rapporti con Casella e la musica contemporanea
Benché poco attratto dalla musica moderna, ebbe fecondi rapporti con Ottorino Respighi (che gli dedicò due composizioni, i cui autografi sono ancora a Palazzo Chigi Saracini) e soprattutto con Alfredo Casella, a cui concesse il suo Palazzo per ospitare il sesto festival della Società Italiana di Musica Contemporanea nel 1928, dove furono eseguite in prima mondiale musiche di Prokof'ev, de Falla, Walton, dello stesso Casella, di Ravel, Webern, Hindemith.

#### LeSettimane musicalie la riscoperta dei compositori barocchi
Dal 1939, ancora con Casella, creò le settimane musicali dell'Accademia, da tenersi in settembre a conclusione dei corsi. Tali settimane divennero un punto di riferimento per la riscoperta della musica strumentale sei-settecentesca italiana: vennero edite ed eseguite musiche di Vivaldi (sfruttando gli autografi fino ad allora nascosti nel Fondo Foà-Giordano della Biblioteca Nazionale di Torino), Alessandro e Domenico Scarlatti, Pergolesi, Galuppi, Caldara. Durante tutta la vita di Chigi, l'Accademia Chigiana e le settimane musicali senesi ospitarono i più influenti solisti internazionali, e promossero la formazione di gruppi strumentali (si ricordano il Quintetto Chigiano e il Quartetto italiano).

#### Promozione di studi musicologici, collezionismo e composizioni
Promosse inoltre riviste e studi musicologici (la rivista «Chigiana», i «Quaderni dell'Accademia»), e collezionò dipinti, strumenti musicali, autografi e manoscritti rari (di Cimarosa, Frescobaldi, Pacini, Spontini, Donizetti, Rossini, Verdi, Boito, Gounod), e più di un centinaio di edizioni cinque-seicentesche di musica vocale non operistica di autori come Luca Marenzio e Giovanni Pierluigi da Palestrina. Si dilettò con la composizione con liriche su testi di poeti novecenteschi (soprattutto Trilussa e D'Annunzio) e con una "Laude" 

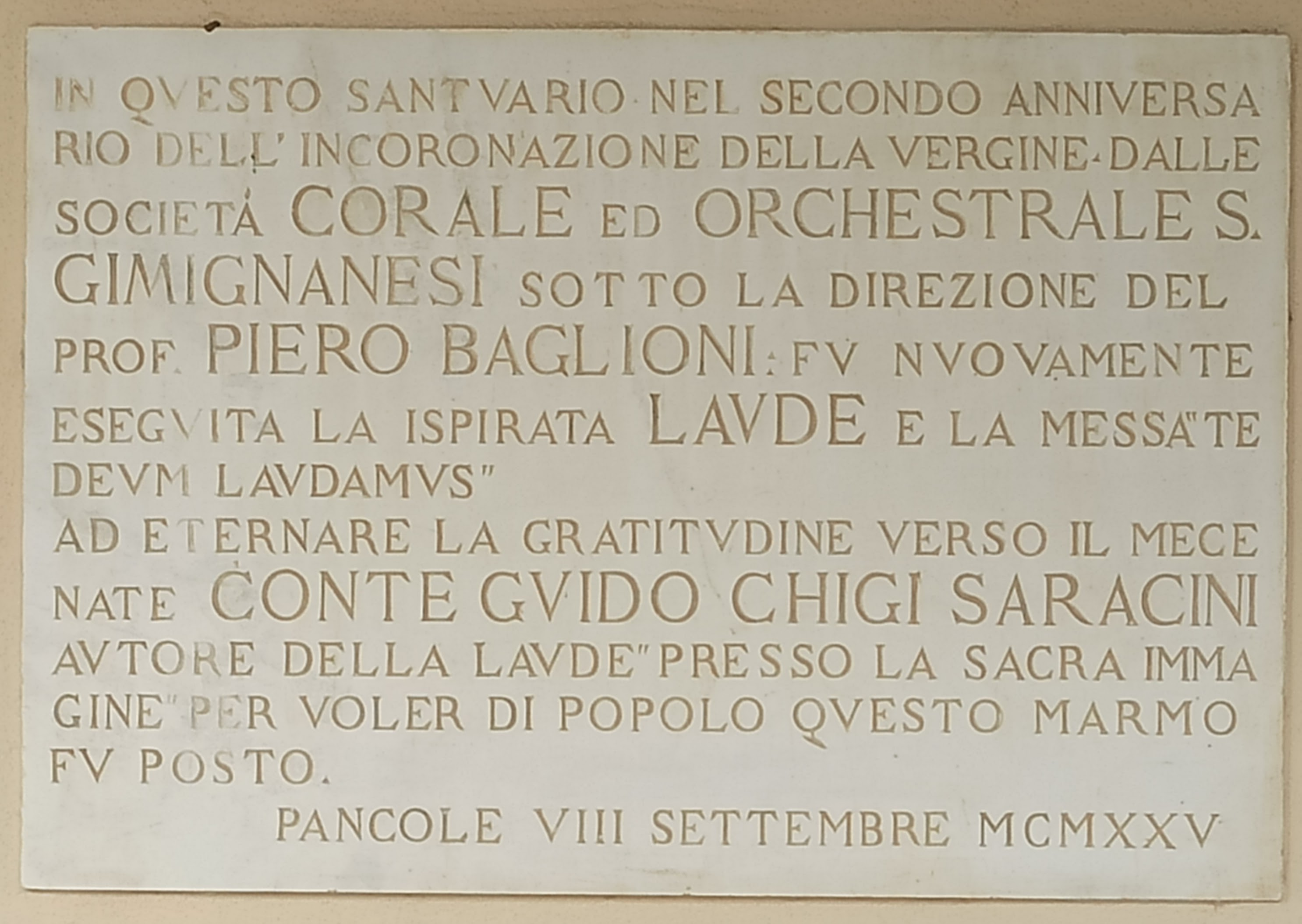

```
per la Madonna di 
Pancole.
[
2
]
 (
Santuario di Maria Santissima Madre della Divina Provvidenza
).
[
10
]
```

## L'archivio
L'archivio personale di Chigi-Saracini è stato acquisito nel 1992 dall'Accademia Chigiana. Tra i pezzi di interesse, oltre agli autografi di compositori prima segnalati, vi sono le missive che Chigi-Saracini si scambiò con eminenti personaggi della cultura mondiale (da Ezra Pound a Sibilla Aleramo, da Bernard Berenson a Ranuccio Bianchi Bandinelli) e tutta la documentazione relativa all'attività dell'Accademia: diari, resoconti e lettere di tutti i più grandi musicisti del Novecento (da Mascagni ad Anna Moffo, da Sergiu Celibidache ad Alfred Cortot e tanti altri). Curiosa anche la sua corrispondenza con i membri dell'aristocrazia europea, con Umberto II, con la regina Elisabetta del Belgio, e, soprattutto, con Maria José di Savoia.